# (73678) 1988 TY
(73678) 1988 TY – planetoida z pasa głównego asteroid okrążająca Słońce w ciągu 3,77 lat w średniej odległości 2,42 j.a. Odkryta 13 października 1988 roku.